# Cinema Jenin
Cinema Jenin war ein Social-Entrepreneurship-Projekt, das ein deutsch-palästinensisches Team in der Stadt Dschenin im nördlichen Westjordanland betrieb. Es hatte unter dem Claim „Ein Kino für den Frieden“ neben der Wiedereröffnung des einzigen Kinos der Stadt auch die Vermittlung der Idee eines kreativen und gewaltlosen Protests und die Etablierung einer regionalen Filmindustrie zum Ziel. Die Idee war aus dem Film Das Herz von Jenin hervorgegangen. Initiatoren waren der deutsche Regisseur Marcus Vetter und sein Protagonist Ismail Khatib aus Dschenin.

## Entstehung
Im Frühjahr 2008 führten Dreharbeiten zu Das Herz von Jenin den deutschen Regisseur Marcus Vetter nach Jenin ins Westjordanland. Die Idee zu Cinema Jenin entstand, als Vetter nach Beendigung der Dreharbeiten im von Ismail Khatib geführten Cuneo Centre – von der italienischen Stadt Cuneo gestiftet, ebenfalls in Reaktion auf Khatibs Geschichte – Filmworkshops für Jugendliche veranstaltete.
Das in den frühen 1960er Jahren erbaute Cinema Jenin galt als eines der größten und bedeutendsten Lichtspieltheater im Westjordanland, bis der Kinobetrieb mit dem Ausbruch der ersten Intifada im Jahr 1987 eingestellt wurde. Die Renovierung und Wiedereröffnung nach mehr als zwanzig Jahren machte sich der im November 2008 gegründete Cinema Jenin e. V. zum Ziel. Der gemeinnützige Verein mit Sitz in Tübingen arbeitet zu diesem Zweck mit lokalen Fachkräften sowie mit internationalen Experten und ehrenamtlichen Helfern zusammen. Die Eröffnung des Kinos fand mit einer dreitägigen Feier vom 5. bis zum 7. August 2010 statt.

## Entwicklung
Durch die Geschichte des Films Das Herz von Jenin und die weltweite Medienresonanz fand das Kultur- und Friedensprojekt zahlreiche öffentliche und private Unterstützer, darunter das Auswärtige Amt der Bundesrepublik, Pink-Floyd-Sänger Roger Waters und die Fluggesellschaft Air Berlin und konnte seine Arbeit aufnehmen. Im Laufe der Zeit entstanden weiterführende Ideen, das Projekt Cinema Jenin auch als Zentrum für den Film, als Motor der lokalen Wirtschaft sowie als friedensstiftende Maßnahme zu etablieren.
Als erstes wurde die Kino-Infrastruktur erweitert: Inzwischen gehören zum Projekt Cinema Jenin ein Gästehaus, ein Open-Air-Bereich mit Freiluftkino sowie eine Cafeteria mit Gartenanlage.
In einem nächsten Schritt wird in dem angemieteten Bürogebäude in Jenin der Grundstein für eine regionale Filmindustrie gelegt. Ein Ton- und Synchronisationsstudio für die Film-, insbesondere die Postproduktion sollte es ermöglichen, auch europäische Filme vornehmlich aus dem Arthouse- und Independent-Bereich in der arabischen Welt zu zeigen.
Die Studios dienten ferner der Vorbereitung des großen, einwöchigen Internationalen Filmfestivals, das im April 2011 im Cinema Jenin stattfand. Im Frühjahr 2011 wurde der Aktivist und Regisseur Juliano Mer-Khamis erschossen.
Im Dezember 2016 wurde das Gelände verkauft und das Kino stark beschädigt. Inzwischen ist es abgerissen worden. An derselben Stelle soll künftig ein Einkaufszentrum entstehen.

## Kritik
Teile der lokalen Bevölkerung befürchten durch die stark friedensorientierte Ausrichtung von Cinema Jenin und durch die vereinzelte Zusammenarbeit mit israelischen Einrichtungen zu Beginn des Projekts eine Normalisierung der Machtverhältnisse in der Region.

## Auszeichnungen
Dem Projekt wurde 2011 der Sonderpreis beim Bernhard-Wicki-Filmpreis – Die Brücke – Der Friedenspreis des Deutschen Films zugesprochen.

## Film
Im Jahr 2012 wurde ein Dokumentarfilm – Cinema Jenin – Die Geschichte eines Traums – fertiggestellt, der die Krisen und Erfolge des Projekts beleuchtet.